# Lissothuria deichmannae
Lissothuria deichmannae är en sjögurkeart. Lissothuria deichmannae ingår i släktet Lissothuria och familjen lergökar. Inga underarter finns listade i Catalogue of Life.